# معهد اللغات للقوات المسلحة (مصر)
معهد اللغات للقوات المسلحة هو معهد لتدريس اللغات تابع لوزارة الدفاع المصرية, وهو معهد غير نظامي أنشئ في 24 يونيو 1981، وبدأ بتدريس اللغات الإنجليزية والألمانية والفرنسية والعبرية، ثم في عام 1990 أضيفت اللغات الايطالية والكورية والروسية التركية والعربية لغير الناطقين بها، وفي عام 1998 أضيف جناح اللغات اليونانية والأسبانية وفي عام 2005 أضيف جناح اللغة الصينية وفي عام 2010 أضيف جناح اللغة الأردية واللغة السواحلية ليصل عدد اللغات التي يتم تدريسها بالمعهد إلى 14 لغة. يقدم المعهد خدماته من خلال 9 فروع منتشرة على مستوى الجمهورية في القاهرة والجيزة والإسكندرية ومطروح وأسيوط والإسماعيلية والزقازيق، كما يقدم خدمات التعليم عن بعد من خلال الشبكة العسكرية والوحدات العسكرية داخل مصر. يتعاون المعهد بشكل مباشر مع معهد اللغات التابع لوزارة الدفاع الأمريكية. يقدم خدماته للعسكريين في المقام الأول وأسرهم، كما يقدم خدماته إلى المدنيين وكذلك غير المصريين من العرب والأجانب كما يقوم بتدريس اللغة العربية للملحقين العسكريين الأجانب وأسرهم.

## فروعه
ويوجد له عدة فروع في جميع أنحاء مصر، منها:
- فرعي القاهرة (كوبري القبة والدقي وشبرا الخيمة)
- الإسكندرية
- الإسماعيلية
- الزقازيق
- مرسى مطروح
- السويس
- اسيوط

## اللغات
يقوم المعهد بتدريس الكثير من اللغات منها (الإنجليزية - الفرنسية - الإيطالية - الروسية - الإسبانية - الصينية - الكورية - التركية - اليونانية - الألمانية) كما يقوم المعهد بتقديم دورات اللغة العربية للأجانب غير الناطقين بها ومنح الدبلومة الإسبانية DLL معتمده من الجانب الإسباني.

## تكلفة الدراسة
يقدم المعهد خدماته لأفراد وظباط القوات المسلحة وأبنائهم بأسعار مخفضة وأيضا للمدنين ولكن بأسعار أعلي قليلا